# Carla Benedetti
Carla Benedetti (1952) è una critica letteraria, italianista e saggista italiana.

## Biografia
Insegna Letteratura Italiana moderna e contemporanea all'Università di Pisa. Ha conseguito, sotto la guida di Gérard Genette, il dottorato in semiologia della letteratura presso l'École des hautes études en sciences sociales di Parigi nel 1984. È stata fellow dell'Italian Academy alla Columbia University e ha insegnato Teoria della Letteratura alla Università di New York, alla Università di Chicago e alla Università di Berkeley.
È autrice di saggi e monografie sulla narrativa italiana e francese, sulla teoria della letteratura, sulla filosofia del linguaggio e sulla teoria dei sistemi.
Il suo libro Pasolini contro Calvino (1998) suscitò un acceso dibattito sulle pagine culturali.
Con Il tradimento dei critici (2002) ha denunciato le "ideologie terminali" che, secondo l'autrice, hanno paralizzato la critica e il pensiero critico contemporaneo, ritraendo diverse tipologie di critici "mediatori". Anche dalla pubblicazione di questo saggio sono sorte polemiche, sfociate anche in una querela per diffamazione da parte di Walter Pedullà, ex presidente della Rai, chiamato in causa in un capitolo del libro che racconta e analizza le dichiarazioni pubbliche di molti intellettuali italiani nei confronti delle dimissioni di Mario Martone dalla direzione del Teatro di Roma. Il Tribunale di Torino respinse la richiesta di Pedullà avendo la Benedetti esercitato "il diritto di critica".

Nel biennio 2008-2009 la Benedetti si è distinta per duri attacchi al collettivo Wu Ming e alla loro proposta di lettura poetico-critica di un insieme di opere letterarie pubblicate in Italia nel periodo 1993-2008, descritte come "una nebulosa" e definite, in un "memorandum" messo in circolazione da Wu Ming 1, con la formula New Italian Epic. In un articolo intitolato "Stroncatura epica" la Benedetti ha accusato il collettivo bolognese di nascondere 
Il suo libro, Disumane lettere (2011), lancia una sfida inconsueta alla cultura del nostro tempo: «In pochi decenni il pianeta andrà incontro a un collasso - a meno che non si inverta la rotta, avvertono gli scienziati. E la cultura umanistica? Che cosa ha da proporre al genere umano in una situazione simile?».
Coordina insieme a Cristina Savettieri il "Cantiere umanistico dell'Antropocene" presso il Dipartimento di Filologia, letteratura e linguistica dell’Università di Pisa.
È stata tra i fondatori di "Nazione Indiana" e della rivista on line e su carta "Il primo amore". Ha tenuto la rubrica "Il romanzo" sul settimanale l'Espresso. Collabora al quotidiano "Domani".

## Opere
- Una trappola di parole. Lettura del Pasticciaccio, Pisa, ETS, 1980; 19872, ISBN 88-7741-026-4, ISBN 978-88-7741-026-9.
- La soggettività nel racconto. Proust e Svevo, Napoli, Liguori, 1984, ISBN 88-207-1370-5.
- Rino Genovese, Carla Benedetti, Paolo Garbolino, Modi di attribuzione. Filosofia e teoria dei sistemi, a cura di Rino Genovese, Napoli, Liguori, 1989, ISBN 88-207-1822-7.
- Come comunichiamo sul mondo, in Figure del paradosso. Filosofia e teoria dei sistemi, vol. 2, a cura di Rino Genovese, Napoli, Liguori, 1992.
- A partire da Petrolio. Pasolini interroga la letteratura, a cura di Carla Benedetti e Maria Antonietta Grignani, Ravenna, Longo, 1995, ISBN 88-8063-029-6.
- L'ombra lunga dell'autore. Indagine su una figura cancellata, Milano, Feltrinelli, 1999, ISBN 88-07-10275-7.
- Antonio Moresco, Carla Benedetti, La visione: un dialogo, Cantù, King Kamehameha press, 1999, ISBN 88-87254-04-4, ISBN 88-87254-08-7; Milano, Libri Scheiwiller, 2009, ISBN 978-88-7644-600-9.
- Il tradimento dei critici, Torino, Bollati Boringhieri, 2002, ISBN 88-339-1399-6.
- Il revival della modernità, in Fredric Jameson, Una modernità singolare. Saggio sull'ontologia del presente, introduzione di Carla Benedetti, Firenze, Sansoni, 2003, ISBN 88-383-4804-9.
- Gadda e il pensiero della complessità, in Gadda. Meditazione e racconto, a cura di Carla Benedetti, Cristina Savettieri, Lucio Lugnani, Pisa, ETS, 2004, ISBN 88-467-1061-4.
- Giuseppe Bartolini. Bestiario. Dipinti 1999-2006, testi di Carla Benedetti, Guido Mazzoni, Bergamo, Lubrina, 2006, ISBN 978-88-7766-324-5.
- Dopo la fine del mondo. Pier Paolo Pasolini e Alce Nero, in Apocalisse. Modernità e fine del mondo, a cura di Neil Novello, Napoli, Liguori, 2008.
- Il futuro, ...ancora, Signa, Masso delle fate, 2009, ISBN 978-88-6039-155-1.
- La visione. Conversazione con Carla Benedetti, di Antonio Moresco, Libri Scheiwiller, 2009 ISBN 978-88-7644-600-9.
- Disumane lettere. Indagini sulla cultura della nostra epoca, Roma-Bari, Laterza, 2011. ISBN 978-88-420-9542-2.
- Carla Benedetti e Giovanni Giovannetti, Frocio e basta. Pasolini, Cefis, Petrolio, Milano, Effigie, 2016 (1ª ed. 2012), ISBN 978-88-97648-64-2.
- Carla Benedetti e Maurizio Bettini, Oracoli che sbagliano. Un dialogo sugli antichi e sui moderni, Milano, Effigie, 2016, ISBN 978-88-97648-49-9.
- La letteratura ci salverà dall'estinzione, Torino, Einaudi, 2021, ISBN 978-88-06-24827-7.
- Pasolini contro Calvino. Per una letteratura impura, Torino, Bollati Boringhieri, 2022 (1ª ed. 1998), ISBN 978-88-339-4126-4.